# Кржижановская-Невзорова, Зинаида Павловна
Зинаида Павловна Кржижановская-Невзорова (11 [23] августа 1869, Нижний Новгород — 24 апреля 1948, Москва) — русская революционерка и общественная деятельница. Жена Глеба Максимилиановича Кржижановского.

## Биография
Зинаида Павловна Невзорова родилась 11 (23) августа 1869 года в Нижнем Новгороде в семье учителя (по другим данным — в семье чиновника). Сёстры — Августа Павловна Невзорова-Лозовская, Софья Павловна Невзорова-Шестернина и Ольга Павловна Невзорова-Голубцова.
Окончила Мариинский институт благородных девиц Нижнего Новгорода. В 1894 году окончила химическое отделение Бестужевских курсов в Санкт-Петербурге.
Вместе с Надеждой Константиновной Крупской преподавала в вечерне-воскресной школе, вела революционную пропаганду среди рабочих. В 1895 году вступила в Союз борьбы за освобождение рабочего класса. Неоднократно была подвержена арестам и ссылке.
Член РСДРП с 1898 года (революционный псевдоним «Булочка»/«Булка»). В том же году вышла замуж за советского политического деятеля Глеба Максимилиановича Кржижановского. В 1899 году, находясь в ссылке, З. П. Кржижановская-Невзорова подписала написанный Владимиром Ильичом Лениным «Протест российских социал-демократов».
В январе 1902 года, по окончании ссылки, стала участницей совещания в Самаре, на котором избрана секретарём Центрального бюро русской организации «Искры». Будучи главой бюро «Искры», Кржижановские развернули активную деятельность. Они установили связи со всеми волжскими социал-демократами, посылали корреспонденции в «Искру», собирали для неё деньги, в том числе и с сочувствующих революционному делу обеспеченных людей, организовывали транспорт и распространение «Искры» и другой нелегальной литературы, связи с искровскими типографиями.
В. И. Ленин высоко оценивал создание и работу бюро:

Ваш почин нас страшно обрадовал. Ура! Именно так! шире забирайте! И орудуйте самостоятельнее, инициативнее — вы первые начали так широко, значит и продолжение будет успешно!— ПСС, 5-е издание, том 6
Зинаида Павловна — участница революционного восстания 1905—1907 годов, сотрудничала в большевистской прессе.
После Февральской революции работала в Московском областном Совете рабочих и солдатских депутатов. С 1918 года была заместителем заведующего внешкольным отделом Народного комиссариата просвещения РСФСР, заместитель председателя Главного политико-просветительного комитета Республики (Главполитпросвета), затем работала в Академии коммунистического воспитания имени Н. К. Крупской.
Вела большую научно-педагогическую и организационную работу в ряде учреждений народного образования. Автор воспоминаний и статей.
Жила в Москве. Скончалась 24 апреля 1948 года. Похоронена на Новодевичьем кладбище.

## Память
Одна из улиц в Советском районе Нижнего Новгорода носит имя сестёр Невзоровых.